# 30372 Halback
30372 Halback è un asteroide della fascia principale. Scoperto nel 2000, presenta un'orbita caratterizzata da un semiasse maggiore pari a 2,5297733 UA e da un'eccentricità di 0,1190323, inclinata di 3,19853° rispetto all'eclittica.